# Hammarby stadshage
Hammarby stadshage är en  stadsdel i det administrativa bostadsområdet Vetterstorp i Västerås. Området är ett bostadsområde som ligger mellan Hammarbygatan och Köpingsvägen.
Området innehåller mest äldre friliggande villor. I området ligger även en kyrka, Mikaelikyrkan.
Området avgränsas i norr av Hammarbygatan, gränsar i öster till Almelund, i sydöst Köpingsvägen, vidare Sifrid Edströms gata, Nybyggevägen och Hammarbacksvägen.
Området gränsar i norr med Hammarbygatan till Ormberget i öster till Almelund i sydöst med Köpingsvägen till Annedal och Stohagen, i väster till Hammarby och Vetterstorp.